# شهرداری میرنا
شهرداری میرنا (به لاتین: Municipality of Mirna) یک منطقهٔ مسکونی در اسلوونی است که در اسلوونی واقع شده‌است. شهرداری میرنا ۳۱٫۳ کیلومتر مربع مساحت و ۲٬۵۸۸ نفر جمعیت دارد.